# Apartaments Mozart
Els Apartaments Mozart són una obra del municipi de Sant Cugat del Vallès (Vallès Occidental) inclosa en l'Inventari del Patrimoni Arquitectònic de Catalunya.

## Descripció
És un conjunt d'habitatges agrupades dins d'una zona urbanitzada. Són de planta rectangular i consten de planta baixa i dos pisos. A l'interior de cada habitació, els diferents nivells d'alçada s'uneixen per diferents cossos d'escales que s'aïllen mitjançant murs transversals. Les habitacions s'uneixen per una paret corretera que s'obra sobre el pati interior. Així es pot passar de l'habitatge tradicional a diferents espais independents o a un únic volum. Les parets són arrebossades de color verd el que fa que l'edifici quedi immers en l'entorn.